# Zlatko Škorić
Pour les articles homonymes, voir Škorić.
Zlatko Škorić, né le 27 juillet 1941 à Zagreb et mort le 23 mai 2019 dans la même ville, est un footballeur international puis entraîneur yougoslave et croate qui évoluait au poste de gardien de but.

## Biographie

### Carrière en club
Škorić commence sa carrière professionnelle en 1960 à 19 ans sous les couleurs du Dinamo Zagreb, où il reste neuf années, finissant notamment quatre fois deuxième du championnat yougoslave et remportant trois coupes de Yougoslavie ainsi que la Coupe des villes de foires en 1967.
Après un bref séjour en France à l'Olympique avignonnais, il revient en Yougoslavie pour le compte de l'Olimpija Ljubljana où il reste deux saisons.
Il s'en va ensuite en Allemagne de l'Ouest, d'abord au VfB Stuttgart puis au Bayern Munich, avant de revenir à Avignon pour deux années et de finir sa carrière au NK Zagreb en 1976.

### Carrière internationale
Il joue un total de huit matches avec l'équipe nationale yougoslave entre 1964 et 1966.
Il dispute deux matchs comptant pour les tours préliminaires du mondial 1966 : un match contre la France, et un autre contre la Norvège.
Il participe aux Jeux olympiques de 1964. Toutefois, lors du tournoi olympique, il ne joue aucun match.

### Carrière d'entraîneur
À la fin de sa carrière professionnelle, il suit des études d'entraîneur à Zagreb et entraîne notamment le NK Marsonia Slavonski Brod durant trois années et demie puis l'équipe nationale d'Angola, et devient entraîneur des gardiens au Dinamo Zagreb à partir de 1984,.

## Palmarès
Dinamo Zagreb
- Championnat de Yougoslavie (0)
  - Vice-champion : 1963, 1966, 1967 et 1969.

- Coupe de Yougoslavie (3)
  - Vainqueur : 1963, 1965 et 1969.
  - Finaliste : 1964 et 1966.

- Coupe des villes de foires (1)
  - Vainqueur : 1967.
  - Finaliste : 1963.

## Statistiques

### Statistiques détaillées
| Saison                | Club                  | Championnat             | Championnat | Championnat | Coupe(s) nationale(s) | Coupe(s) nationale(s) | Compétition(s) continentale(s) | Compétition(s) continentale(s) | Compétition(s) continentale(s) | Yougoslavie | Yougoslavie | Total | Total |
| Saison                | Club                  | Division                | M.          | B.          | M.                    | B.                    | Comp.                          | M.                             | B.                             | M.          | B.          | M.    | B.    |
| 1960-1961             | Dinamo Zagreb         | Prva Liga               | 1           | 0           | -                     | -                     | C2                             | -                              | -                              | -           | -           | 1     | 0     |
| 1961-1962             | Dinamo Zagreb         | Prva Liga               | 2           | 0           | -                     | -                     | C3                             | 2                              | 0                              | -           | -           | 4     | 0     |
| 1962-1963             | Dinamo Zagreb         | Prva Liga               | 26          | 0           | 5                     | 0                     | C3                             | 11                             | 0                              | -           | -           | 42    | 0     |
| 1963-1964             | Dinamo Zagreb         | Prva Liga               | 24          | 0           | 7                     | 0                     | C2                             | 1                              | 0                              | 1           | 0           | 33    | 0     |
| 1964-1965             | Dinamo Zagreb         | Prva Liga               | 28          | 0           | 5                     | 0                     | C2                             | 6                              | 0                              | 6           | 0           | 45    | 0     |
| 1965-1966             | Dinamo Zagreb         | Prva Liga               | 30          | 0           | 6                     | 0                     | C2                             | 2                              | 0                              | 1           | 0           | 39    | 0     |
| 1966-1967             | Dinamo Zagreb         | Prva Liga               | 30          | 0           | 4                     | 0                     | C3                             | 12                             | 0                              | -           | -           | 46    | 0     |
| 1967-1968             | Dinamo Zagreb         | Prva Liga               | 6           | 0           | -                     | -                     | C3                             | 2                              | 0                              | -           | -           | 8     | 0     |
| 1968-1969             | Dinamo Zagreb         | Prva Liga               | 3           | 0           | 2                     | 0                     | C3                             | -                              | -                              | -           | -           | 5     | 0     |
| Sous-total            | Sous-total            | Sous-total              | 150         | 0           | 29                    | 0                     | -                              | 36                             | 0                              | 8           | 0           | 223   | 0     |
| 1969-1970             | Olympique avignonnais | Division interrégionale | 9           | 0           | -                     | -                     | -                              | -                              | -                              | -           | -           | 9     | 0     |
| 1969-1970             | Olimpija Ljubljana    | Prva Liga               | 17          | 0           | -                     | -                     | -                              | -                              | -                              | -           | -           | 17    | 0     |
| 1970-1971             | Olimpija Ljubljana    | Prva Liga               | 34          | 1           | -                     | -                     | C2                             | 2                              | 0                              | -           | -           | 36    | 1     |
| 1971-1972             | VfB Stuttgart         | Bundesliga              | 24          | 0           | 3                     | 0                     | -                              | -                              | -                              | -           | -           | 27    | 0     |
| 1972-1973             | Bayern Munich         | Bundesliga              | -           | -           | -                     | -                     | C1                             | 1                              | 0                              | -           | -           | 1     | 0     |
| 1973-1974             | Olympique avignonnais | Division 2              | 32          | 0           | 3                     | 0                     | -                              | -                              | -                              | -           | -           | 35    | 0     |
| 1974-1975             | Olympique avignonnais | Division 2              | 31          | 0           | 2                     | 0                     | -                              | -                              | -                              | -           | -           | 33    | 0     |
| 1975-1976             | NK Zagreb             | Druga Liga              | 26          | 0           | -                     | -                     | -                              | -                              | -                              | -           | -           | 26    | 0     |
| Sous-total            | Sous-total            | Sous-total              | 173         | 1           | 8                     | 0                     | -                              | 3                              | 0                              | -           | -           | 184   | 1     |
| Total sur la carrière | Total sur la carrière | Total sur la carrière   | 323         | 1           | 37                    | 0                     | -                              | 39                             | 0                              | 8           | 0           | 407   | 1     |

### Sélections
| 0   | Date              | Lieu                  | Compétition                             | Résultat | Adversaire        |
| --- | ----------------- | --------------------- | --------------------------------------- | -------- | ----------------- |
| 1er | 1er avril 1964    | Belgrade, Yougoslavie | Match amical                            | V 1 - 0  | Bulgarie          |
| 2e  | 23 septembre 1964 | Belgrade, Yougoslavie | Match amical                            | D 2 - 7  | Reste de l'Europe |
| 3e  | 28 octobre 1964   | Ramat Gan, Israël     | Match amical                            | D 0 - 2  | Israël            |
| 4e  | 22 novembre 1964  | Belgrade, Yougoslavie | Match amical                            | N 1 - 1  | Union soviétique  |
| 5e  | 18 avril 1965     | Belgrade, Yougoslavie | Éliminatoires de la Coupe du monde 1966 | V 1 - 0  | France            |
| 6e  | 9 mai 1965        | Belgrade, Yougoslavie | Match amical                            | N 1 - 1  | Angleterre        |
| 7e  | 16 juin 1965      | Oslo, Norvège         | Éliminatoires de la Coupe du monde 1966 | D 0 - 3  | Norvège           |
| 8e  | 8 mai 1966        | Belgrade, Yougoslavie | Match amical                            | V 2 - 0  | Hongrie           |